# Kreis Hildburghausen
De Kreis Hildburghausen was een kreis in het zuidwesten van de Duitse Democratische Republiek. De kreis bestond tussen 1952 en 1994 en maakte deel uit van de Bezirk Suhl en aansluitend van het land Thüringen na de Duitse hereniging. Kreisstadt was Hildburghausen.

## Geschiedenis
Op 25 juli 1952 vond er in de DDR een omvangrijke herindeling plaats, waarbij onder andere de deelstaten werden opgeheven en nieuwe Bezirke werden gevormd. De Kreis Hildburghausen ontstond daarbij als opvolger van de Landkreis Hildburghausen, waarbij de grenzen slechts op enkele plaatsen werden gewijzigd. De kreis werd onderdeel van de Bezirk Suhl. Op 17 mei 1990 werd de kreis in Landkreis Hildburghausen hernoemd. Bij de Duitse hereniging later dat jaar werd de landkreis onderdeel van het nieuw gevormde Land Thüringen. Vier jaar later, op 1 juli 1994, vond er een herindeling in Thüringen plaats, waarbij de Landkreis met enkele gebieden uit de Landkreise Suhl en Meiningen werd uitgebreid. Hildburghausen bleef daarbij de bestuurszetel van de Landkreis Hildburghausen.